# حبيل الجلاحيف (عبس)

تعديل مصدري - تعديل

حبيل الجلاحيف هي إحدى قرى عزلة مطولة بمديرية عبس التابعة لمحافظة حجة، بلغ تعداد سكانها 941 نسمة حسب تعداد اليمن لعام 2004.